# أنا عبدة (فلم)
أنا عبدة (بالإنجليزية: I Am Slave) هو فيلم تلفزيوني من إنتاج القناة الرابعة البريطانية سنة 2010، يحكي قصة امرأة تحارب من أجل التحرر من عبودتها.
القصة مقتبسة من حياة ميندي نزار الكاتبة والناشطة الحقوقية البريطانية، والتي كانت عبدة سودانية.

## روابط خارجية
- مقالات تستعمل روابط فنية بلا صلة مع ويكي بيانات
- "I Am Slave". Channel 4. مؤرشف من الأصل في 2016-11-05. اطلع عليه بتاريخ 2014-08-04.
- Prince، Josh (31 أغسطس 2010). "I Am Slave, Channel 4, review". The Telegraph. مؤرشف من الأصل في 2016-03-04. اطلع عليه بتاريخ 2014-08-04.